# Cyro Baptista

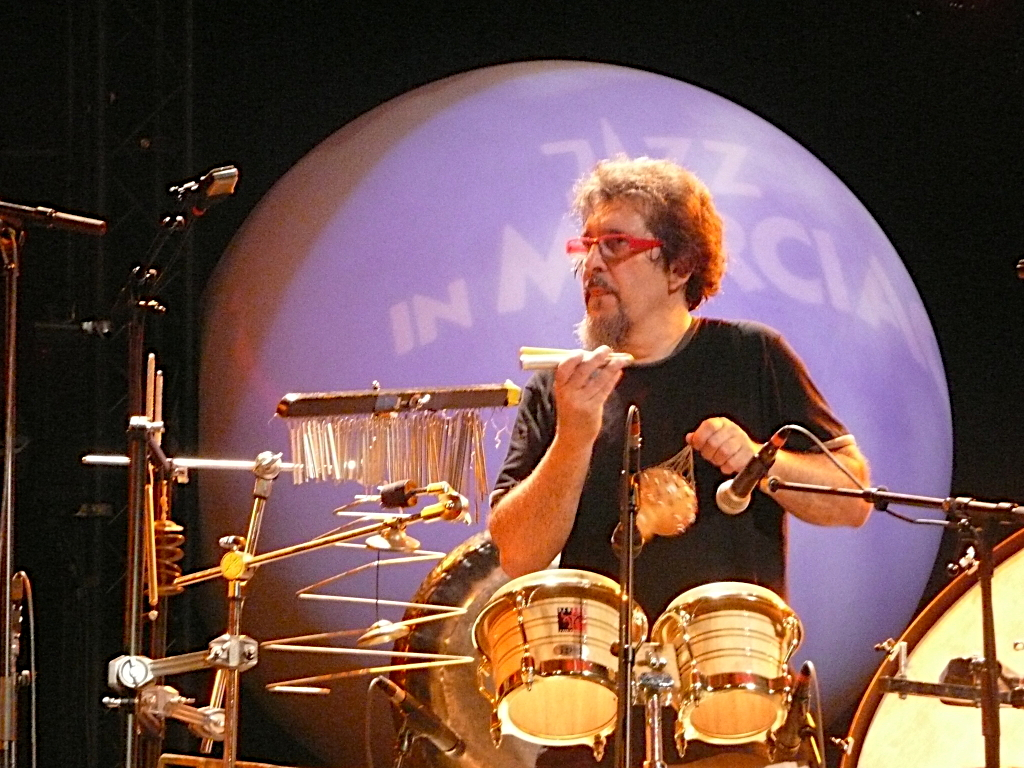
Cyro Baptista

Cyro Baptista (* 23. Dezember 1950 in São Paulo) ist ein brasilianischer Jazzperkussionist.

## Leben und Wirken
Baptista kam 1980 in die USA und ließ sich in New York nieder. Er trat mit Paquito D’Rivera auf und arbeitete seit Mitte der 1980er Jahre  und in den 1990er Jahren mit John Zorn zusammen. Weitere Partner in dieser Zeit waren Laurie Anderson und Herbie Mann. Als Sideman arbeitete er mit den brasilianischen der Sängerin Marisa Monte und mit Caetano Veloso und Tom Zé.
Während der 1990er Jahre trat Baptista mehrfach mit den Jazzsängerinnen Cassandra Wilson und Holly Cole auf. Er wirkte an fünf mit einem Grammy ausgezeichneten Alben mit: Yo-Yo Mas Obrigado Brazil, Cassandra Wilsons Blue Light Til Dawn, The Chieftains’ Santiago, Ivan Lins’ A Love Affair und Herbie Hancocks Gershwin’s World.
1997 veröffentlichte er sein erstes Album als Bandleader, Vira Loucos, auf dem er eigene Bearbeitungen von Kompositionen Heitor Villa-Lobos spielte. 2002 gründete er das Perkussionsensemble Beat the Donkey, mit dem er mehrere Alben veröffentlichte.

## Diskographie
- Vira Loucos: Cyro Baptista Plays the Music of Villa Lobos mit Greg Cohen, Vanessa Fallabella, Romero Lubambo, Marc Ribot, Chango Spasiuk, Naná Vasconcelos, John Zorn, 1996
- Beat the Donkey mit Jorge Alabe, Sergio Bandão, Kevin Breit, Francisco Centeno, Tisza Coelho, Anat Cohen, Toninho Ferragutti, Erik Friedlander, Kristina Kanders, Romero Lubambo, Nilson Matta, Max Pollack, Marc Ribot, Jamie Saft, Vanessa Saft, Peter Scherer, Luciana Souza, Amir Ziv, John Zorn, 2002
- Love the Donkey mit Peter Apfelbaum, Art Baron, Jimmy Cruiz, Viva DeConcini, Mark Feldman, Chikako Iwahori, Tim Keiper, Scott Kettner, Chuck MacKinnon, Nilson Matta, Ze Mauricio, Max Pollak, Jamie Saft, Amir Ziv, 2005
- Banquet of the Spirits mit Celio Balona, Shanir Ezra Blumenkranz, Cadu Costa, Erik Friedlander, Tim Keiper, Brian Marsella, John Zorn, 2008
- Infinito - Cyro Baptista’s Banquet of the Spirits, 2009